# Fehértó
Fehértó là một thị trấn thuộc hạt Győr-Moson-Sopron, Hungary. Thị trấn này có diện tích 11,38 km², dân số năm 2010 là 475 người, mật độ 42 người/km².